# Lý Bỉnh Quân
Lý Bỉnh Quân (hay Lý Bính Quân, tiếng Trung giản thể: 李炳军, bính âm Hán ngữ: Lǐ Bǐng Jūn, sinh tháng 2 năm 1963, người Hán) là chính trị gia nước Cộng hòa Nhân dân Trung Hoa. Ông là Ủy viên Ủy ban Trung ương Đảng Cộng sản Trung Quốc khóa XX, hiện là Phó Bí thư Tỉnh ủy, Tỉnh trưởng Chính phủ Nhân dân tỉnh Quý Châu. Ông nguyên là Thường vụ Tỉnh ủy, Phó Bí thư chuyên chức Tỉnh ủy tỉnh Giang Tây, Bí thư Thị ủy địa cấp thị Cám Châu, Giang Tây, Hiệu trưởng Trường Đảng Tỉnh ủy, Phó Viện trưởng thứ nhất Học viện Cán bộ Tỉnh Cương Sơn; Phó Tỉnh trưởng Chính phủ Nhân dân tỉnh Giang Tây; Thư ký cấp Phó Bộ trưởng của Văn phòng Quốc vụ viện Trung Quốc.
Lý Bỉnh Quân là Đảng viên Đảng Cộng sản Trung Quốc, học vị Cử nhân Hóa học hữu cơ.

## Xuất thân và giáo dục
Lý Bỉnh Quân sinh tháng 2 năm 1963, tại huyện Lâm Cù, địa cấp thị Duy Phường, tỉnh Sơn Đông, Cộng hòa Nhân dân Trung Hoa. Ông lớn lên và theo học phổ thông tại quê nhà. Tháng 9 năm 1980, ông tới thành phố Thanh Đảo, trúng tuyển chuyên ngành Hóa học hữu cơ, theo học Học viện Công nghệ Hóa học Sơn Đông (山东化工学院). Trong quá trình học đại học, ông được kết nạp Đảng Cộng sản Trung Quốc vào tháng 3 năm 1984 rồi tốt nghiệp Cử nhân vào tháng 7 cùng năm.

## Sự nghiệp

### Công tác thư ký
Lý Bỉnh Quân bắt đầu sự nghiệp ngay sau khi tốt nghiệp đại học. Tháng 7 năm 1984, ông được tuyển dụng làm công vụ viên tại Sảnh Văn phòng Bộ Công nghiệp Hóa học Trung Quốc (化学工业部). Tháng 5 năm 1991, ông được thăng chức thành Phó Chủ nhiệm Văn phòng Bộ trưởng của Sảnh Văn phòng, Bộ Công nghiệp Hóa học, chức vụ cấp phó xứ – phó huyện. Đây là thời điểm ông được phân công để chuyển vị trí công tác. Một tháng sau, ông được điều chuyển từ Bộ Công nghiệp Hóa học sang Văn phòng Quốc vụ viện, bổ nhiệm làm Thư ký thứ hai của Tổ một, Văn phòng số hai. Tháng 9 năm 1993, ông được nâng ngạch và chức vụ thành Phó Tổ trưởng Tổ một, Văn phòng số hai; tiếp tục trở thành Thư ký thứ nhất cấp chính xứ – chính huyện vào tháng 5 năm 1994.
Tháng 8 năm 1997, Lý Bỉnh Quân được bổ nhiệm làm Phó Cục trưởng Cục Thư ký, Văn phòng Quốc vụ viện Trung Quốc, được thăng cấp thành Cục trưởng Cục Thư ký, cấp chính sảnh – chính địa vào tháng 11 năm 2000. Giai đoạn này, ông kiêm nhiệm chức vụ Chủ nhiệm Văn phòng Tổng lý Quốc vụ viện Chu Dung Cơ, giúp việc cho Tổng lý Trung Quốc. Tháng 7 năm 2007, ông được bổ nhiệm làm Thư ký cấp Phó Bộ trưởng của Văn phòng Quốc vụ viện, công tác vị trí này những năm 2007 – 2013, phối hợp hỗ trợ Tổng Thư ký Quốc vụ viện Mã Khải. Lý Bỉnh Quân có sự nghiệp công tác trong cơ quan ở Trung ương gần 30 năm (1984 – 2013), làm thư ký Quốc vụ viện Trung Quốc trong suốt hơn 20 năm (1991 – 2013).

### Giang Tây
Sau khoảng thời gian dài trong sự nghiệp ở cơ quan Trung ương, đến tháng 7 năm 2013, ông được điều chuyển tới tỉnh Giang Tây; Tổng lý Quốc vụ viện Lý Khắc Cường quyết định bổ nhiệm ông làm Phó Tỉnh trưởng Chính phủ Nhân dân tỉnh Giang Tây. Tháng 6 năm 2015, ông được giao thêm trọng trách và quyền lực khi được bầu vào Ban thường vụ Tỉnh ủy, điều chuyển làm Bí thư Thị ủy địa cấp thị Cám Châu. Đây được xem là một tình huống đặc biệt, khi ông mang cấp hàm phó tỉnh – phó bộ, một trong 11 lãnh đạo cao nhất của tỉnh Giang Tây, với nhiệm vụ lãnh đạo địa cấp thị Cám Châu, một trong 12 địa cấp thị, là vùng đất rộng nhất (gần 40.000 km²), đông dân nhất (gần 8,7 triệu người), vùng khó khăn về kinh tế của Giang Tây.
Tháng 5 và 06 năm 2018, Lý Bỉnh Quân tăng thêm vai trò khi được bầu làm Phó Bí thư chuyên chức Tỉnh ủy tỉnh Giang Tây, kiêm nhiệm Bí thư Thị ủy địa cấp thị Cám Châu, Hiệu trưởng Trường Đảng Tỉnh ủy Giang Tây, Phó Viện trưởng thứ nhất Học viện Cán bộ Tỉnh Cương Sơn. Ông hoạt động ở Giang Tây trong những năm 2013 – 2020, phối hợp và hỗ trợ các Tỉnh trưởng Lộc Tâm Xã và Bí thư Lưu Kỳ.

### Quý Châu
Tháng 11 năm 2020, Trung ương họp bàn về lãnh đạo địa phương, quyết định điều chuyển Lý Bỉnh Quân tới tỉnh Quý Châu, tham gia Ban thường vụ, làm Thường vụ Tỉnh ủy, Phó Bí thư Tỉnh ủy, Bí thư Đảng tổ Chính phủ Quý Châu, được công bố nhậm chức vào ngày 21 tháng 11. Ngày 24 tháng 11, tại Hội nghị Ủy ban Thường vụ Nhân Đại tỉnh Quý Châu, ông được bầu làm Quyền Tỉnh trưởng Quý Châu, kế nhiệm Kham Di Cầm, phối hợp công tác cùng Bí thư Quý Châu Kham Di Cầm. Trong giai đoạn cuối năm 2020, có sáu tỉnh bao gồm Cát Lâm, Hải Nam, Hồ Nam, Quý Châu, Tứ Xuyên, Vân Nam được Trung ương điều chuyển phân bố các Tỉnh trưởng, kế nhiệm các lãnh đạo nghỉ hưu.
Tỉnh Quý Châu là vùng đất khó khăn, nghèo đói hàng đầu của Trung Hoa, được Trung ương đặt làm chiến trường xóa đói giảm nghèo chính của cả nước, có dân số nghèo nhất, mức nghèo sâu nhất và khó giảm nghèo nhất. Mục tiêu của tổ chức Đảng, Chính phủ Quý Châu nằm tạo ra phép màu Quý Châu để phát triển đời sống người Quý Châu, dùng kinh nghiệm Quý Châu để đẩy mạnh nâng cao tình hình chung của miền Tây Trung Hoa, không thể phá vỡ. Trong giai đoạn 2020, Bí thư Kham Di Cầm là người sinh ra ở Quý Châu, với nhiệm vụ lãnh đạo chủ chốt; Tỉnh trưởng Lý Bỉnh Quân từng có kinh nghiệm phát triển tỉnh Giang Tây với nhiệm vụ thực tiễn kinh tế ở Quý Châu. Cuối năm 2022, ông tham gia Đại hội Đảng Cộng sản Trung Quốc lần thứ XX từ đoàn đại biểu Quý Châu.Trong quá trình bầu cử tại đại hội, ông được bầu là Ủy viên Ủy ban Trung ương Đảng Cộng sản Trung Quốc khóa XX.